# Rhythm-al-ism
Rhythm-al-ism é o quarto álbum de estúdio do artista e produtor americano DJ Quik, lançado em 24 de novembro de 1998, pela Arista Records e foi certificado Ouro pela RIAA em 7 de julho de 1999. O disco Alcançou a posição 63 na parada americana Billboard 200. Ele gravou o álbum na Skip Sailor Recordings em Los Angeles e trabalhou com o produtor G-One. O álbum contou com os singles "You'z a Ganxta", " Hand In Hand" com 2nd II None & El DeBarge e "Down, Down, Down "com participação de Suga Free, Mausberg e AMG.

## Antecedentes e gravação
Em entrevista à Complex, DJ Quik falou sobre o histórico e o processo de gravação de Rhythm-al-ism afirmando: “Com o álbum Rhythm-al-ism, mesmo que não tivesse casa porque a Profile Records estava passando por alguma coisa e eu estava brigando com eles por royalties atrasados e eles me suspenderam porque não queriam me pagar. Eu entendi, eram cheques muito altos, eu também não gostaria de pagar ao DJ Quik. “Acho que foi quando perdi minhas arestas, perdi o gangster e me tornei um garoto bonito R&B. . Eu estava misturando ritmos. Eu estava misturando R&B com hip-hop e jazz. E um pouco de comédia". 
A arte da capa e alguns aspectos do álbum foram inspirados na banda de rock de Los Angeles the Doors, confirmado pelo próprio Quik posteriormente.

## Desempenho comercial
O álbum estreou na posição 63 nos EUA Billboard 200 e passou 29 semanas nas paradas. Ele também estreou na décima terceira posição nas paradas dos EUA Top R&B/Hip-Hop Albums e passou 39 semanas na parada também. O álbum foi certificado Ouro em 27 de julho de 1999, pela RIAA por vender mais de 500.000 cópias.

## Lista de faixas
| N.º            | Título                                                                                                   | Compositor(es)                                                                               | Duração |  |
| 1.             | "Rhythm-al-ism (Intro)"                                                                                  | David Blake                                                                                  | 1:40    |  |
| 2.             | "We Still Party"                                                                                         | Blake                                                                                        | 5:13    |  |
| 3.             | "So Many Wayz" (part. de 2nd II None, Peter Gunz)                                                        | George Archie Darius Barnett Blake Kelton L.McDonald Peter Pankey                            | 5:41    |  |
| 4.             | "Hand In Hand - (Street Version)" (part. de 2nd II None)                                                 | Barnett Blake McDonald                                                                       | 4:18    |  |
| 5.             | "Down, Down, Down" (part. de Suga Free, Mausberg, AMG)                                                   | Blake Johnny Burns Jason Lewis Dejuan Walker                                                 | 4:43    |  |
| 6.             | "You'z a Ganxta"                                                                                         | Blake                                                                                        | 4:21    |  |
| 7.             | "I Useta Know Her" (part. de AMG)                                                                        | Blake, Lewis                                                                                 | 3:50    |  |
| 8.             | "No Doubt" (part. de Playa Hamm, Suga Free)                                                              | Blake Wilbert Milo Walker                                                                    | 4:12    |  |
| 9.             | "Speed"                                                                                                  | Blake Lewis Maurice White Verdine White                                                      | 3:20    |  |
| 10.            | "Thikin'Bout U"                                                                                          | Blake                                                                                        | 4:04    |  |
| 11.            | "El's Interlude" (part. de James DeBarge)                                                                | Blake James DeBarge                                                                          | 4:06    |  |
| 12.            | "The P**** Medley (Street Version)" (part. de Snoop Dogg, Nate Dogg, AMG, 2nd II None, Hi-C, El DeNarge) | Archie Barnett Blake Calvin Broadus DeBarge Nathaniel Hale Lewis McDonald Crawford Wilkerson | 6:27    |  |
| 13.            | "Bombudd II"                                                                                             | Blake                                                                                        | 3:00    |  |
| 14.            | "Get 2Getha Again" (part. de 2nd II None, AMG, Hi-C)                                                     | Barnett Blake DeBarge Lewis McDonald Wilkerson                                               | 4:41    |  |
| 15.            | "Reprise (Medley for a "V")"                                                                             | Archie Blake                                                                                 | 2:40    |  |
| Duração total: | Duração total:                                                                                           | Duração total:                                                                               | 70:10   |  |